# Раздоры (Синельниковский район)
Раздо́ры (укр. Роздори) — посёлок, Раздоровский поселковый совет, Синельниковский район, Днепропетровская область, Украина.
Является административным центром Раздоровского поселкового совета, в который, кроме того, входят сёла
Острый Камень,
Нововознесенка,
Раздолье и ликвидированное село
Запорожье-Грудоватое.

## Географическое положение
Посёлок находится на правом берегу реки Нижняя Терса,
выше по течению на расстоянии в 2,5 км расположено село Острый Камень,
ниже по течению на расстоянии в 2,5 км расположено село Писаревка,
на противоположном берегу — сёла Старовишневецкое, Марьевка и Новоилларионовское.

## История
Населённый пункт основал в 1778 году на месте запорожского зимовника надворный советник Н. И. Карабин. Он получил эти земли в подарок от Екатерины II, основав сёла Карабиновку и Раздоры, которые впоследствии объединились.
Название происходит от слова раздор — «разречье, разделенье реки на рукава, на потоки, разбитое на рукава устье» (такой раздор здесь имеет р. Нижняя Терса).
В 1882 году возле села сооружена железнодорожная станция.
В ходе Великой Отечественной войны в 1941—1943 гг. селение находилось под немецкой оккупацией.
В 1957 году присвоено статус посёлок городского типа. В 1974 году здесь действовал кирпичный завод.
В январе 1989 года численность населения составляла 2005 человек.
По состоянию на 1 января 2013 года численность населения составляла 1767 человек.

## Экономика
- ООО «Днепроагроальянс».
- ООО АХ «Пивденое».
- ЧП «Фирсов».
- ЧП «Ярошенко».

## Объекты социальной сферы
- Школа.
- 1 детских сада.
- Областной госпиталь для ветеранов войны.
- Поликлиника.
- Дом культуры.

## Достопримечательности
В Раздорах установлен памятник в честь советских воинов, погибших при освобождении посёлка от немецких войск.

## Транспорт
Железнодорожная станция Раздоры на линии Чаплино — Синельниково.
Через посёлок проходит автомобильная дорога Т-0401.